# VK Severodontchanka
VK Severodontchanka est un club ukrainien de volley-ball féminin fondé en 1999 et basé à Sievierodonetsk, évoluant pour la saison 2014-2015 en Superliga.

## Palmarès
- Championnat d'Ukraine[2] (1)
  - Vainqueur : 2009.
  - Finaliste : 2014[3]2015[4]
- Coupe d'Ukraine[2] (1)
  - Vainqueur : 2009.
  - Finaliste : 2013, 2014, 2015[5]

## Effectifs

### Saison 2013-2014
Entraîneur : Gari Chamoevitch Ieguiazarov  Ukraine